# Монгольская каллиграфия
Монгольская каллиграфия — традиция краснописания монгольского языка. Хотя современный монгольский язык использует письменность на основе кириллицы, монгольская каллиграфия используется для записи текстов на старомонгольской письменности.

## Описание
Подобно каллиграфическим традициям других стран Восточной Азии (например, китайской и корейской каллиграфии), монгольские каллиграфические надписи в основном делаются с помощью кисти.
Современные тенденции урбанизации и глобализации привели к быстрому падению числа молодых каллиграфов в Монголии. В настоящее время в Монголии имеется только три учителя, владеющие техникой каллиграфии, которые обучают этой технике около двадцати учеников. Срок обучения монгольской каллиграфии составляет от пяти до восьми лет.
В 2013 году монгольская каллиграфия была внесена ЮНЕСКО в список нематериального культурного наследия, нуждающегося в срочной охране.
- Галерея